# Francis Shaw
Francis Shaw född Francis Richard Shaw 23 juni 1942 i Maidenhead Berkshire England, brittisk-svensk kompositör och dirigent verksam i Sverige sedan 1995.

## Filmmusik i urval
- 2003 – Ondskan
- 1996 - Skuggornas hus
- 1995 – Vendetta
- 1995 - Tribunal
- 1987 - The Fourth Protocol
- 1983 - The Country Girls
- 1983 - Accounts
- 1982 - Shackleton